# Frekvencia (film)
A Frekvencia (eredeti cím: Frequency) 2000-ben bemutatott amerikai sci-fi filmdráma–thriller, melyet Gregory Hoblit rendezett. A főbb szerepekben Dennis Quaid és James Caviezel látható.

## Rövid történet
Egy New York-i nyomozó rádió segítségével kapcsolatot teremt édesapjával, aki tűzoltóként 30 évvel korábban egy tűzesetben vesztette életét. Ezzel azonban megváltoztatja múltat és vele együtt a jövőt is.

## Szereplők
| Színész            | Szerep                           | Magyar hang      |
| ------------------ | -------------------------------- | ---------------- |
| Dennis Quaid       | Francis Patrick "Frank" Sullivan | Dörner György    |
| James Caviezel     | John Francis "Johnny" Sullivan   | Dévai Balázs     |
| Daniel Henson      | John hatévesen                   | Borbíró András   |
| Andre Braugher     | Satch DeLeon                     | Schneider Zoltán |
| Elizabeth Mitchell | Julia "Jules" Sullivan           | Orosz Anna       |
| Shawn Doyle        | Jack Shepard                     | Végh Péter       |
| Noah Emmerich      | Gordo Hersch                     | Selmeczi Roland  |
| Melissa Errico     | Samantha Thomas                  | Erdős Borcsa     |
| Jordan Bridges     | Graham Gibson                    | Welker Gábor     |
| Peter MacNeill     | Butch Foster                     | Kiss Gábor       |
| Michael Cera       | Gordon Hersch Jr.                | Stukovszky Tamás |
| Marin Hinkle       | Sissy Clark                      | F. Nagy Erika    |
| Brian Greene       | önmaga                           | Orosz István     |